# Calathusa arethusa
Calathusa arethusa är en fjärilsart som beskrevs av Fawcett 1917. Calathusa arethusa ingår i släktet Calathusa och familjen trågspinnare. Inga underarter finns listade i Catalogue of Life.